# NGC 3133
NGC 3133 (również PGC 29417) – galaktyka spiralna (Sb), znajdująca się w gwiazdozbiorze Hydry. Odkrył ją w 1886 roku Francis Leavenworth.